# Birpondo
Birpondo est un village de la région Est du Cameroun situé dans le département de Lom et Djerem. Il se trouve plus précisément dans l'arrondissement de Bertoua I et dans le quartier de de Bertoua-ville.

## Population
En 2005, le village de Birpondo comptait 1 242 habitants dont : 624 hommes et 618 femmes.